# Minerva Fabienne Hase
Minerva Fabienne Hase (ur. 10 czerwca 1999 w Berlinie) – niemiecka łyżwiarka figurowa, startująca w parach sportowych z Nikitą Wołodinem. Uczestniczka igrzysk olimpijskich (2022), srebrna (2025) i brązowa (2024) medalistka mistrzostw świata, mistrzyni Europy (2025), dwukrotna zwyciężczyni Finału Grand Prix (2023, 2024), uczestniczka mistrzostw świata i Europy, medalistka zawodów z cyklu Grand Prix i Challenger Series, 5-krotna mistrzyni Niemiec (2019, 2020, 2022–2024).

## Osiągnięcia

### Pary sportowe
| Zawody                  | 23–24          | 24–25          |                |                |                |                |                |                |                |                |                |                |                |                |                |                |                |
| Międzynarodowe          | Międzynarodowe | Międzynarodowe | Międzynarodowe | Międzynarodowe | Międzynarodowe | Międzynarodowe | Międzynarodowe | Międzynarodowe | Międzynarodowe | Międzynarodowe | Międzynarodowe | Międzynarodowe | Międzynarodowe | Międzynarodowe | Międzynarodowe | Międzynarodowe | Międzynarodowe |
| ----------------------- | -------------- | -------------- | -------------- | -------------- | -------------- | -------------- | -------------- | -------------- | -------------- | -------------- | -------------- | -------------- | -------------- | -------------- | -------------- | -------------- | -------------- |
| Mistrzostwa świata      | 3              | 2              |                |                |                |                |                |                |                |                |                |                |                |                |                |                |                |
| Mistrzostwa Europy      | 5              | 1              |                |                |                |                |                |                |                |                |                |                |                |                |                |                |                |
| GP Finał Grand Prix     | 1              | 1              |                |                |                |                |                |                |                |                |                |                |                |                |                |                |                |
| GP Cup of China         |                | 2              |                |                |                |                |                |                |                |                |                |                |                |                |                |                |                |
| GP Grand Prix de France |                | 1              |                |                |                |                |                |                |                |                |                |                |                |                |                |                |                |
| GP Grand Prix Espoo     | 1              |                |                |                |                |                |                |                |                |                |                |                |                |                |                |                |                |
| GP NHK Trophy           | 1              |                |                |                |                |                |                |                |                |                |                |                |                |                |                |                |                |
| CS Lombardia Trophy     | 2              |                |                |                |                |                |                |                |                |                |                |                |                |                |                |                |                |
| CS Nebelhorn Trophy     | 1              | 1              |                |                |                |                |                |                |                |                |                |                |                |                |                |                |                |
| Budapest Trophy         | 1              |                |                |                |                |                |                |                |                |                |                |                |                |                |                |                |                |
| Trophée Métropole Nice  |                | 1              |                |                |                |                |                |                |                |                |                |                |                |                |                |                |                |
| Krajowe                 |                |                |                |                |                |                |                |                |                |                |                |                |                |                |                |                |                |
| Mistrzostwa Niemiec     | 1              | 1              |                |                |                |                |                |                |                |                |                |                |                |                |                |                |                |

#### Z Nolanem Seegertem

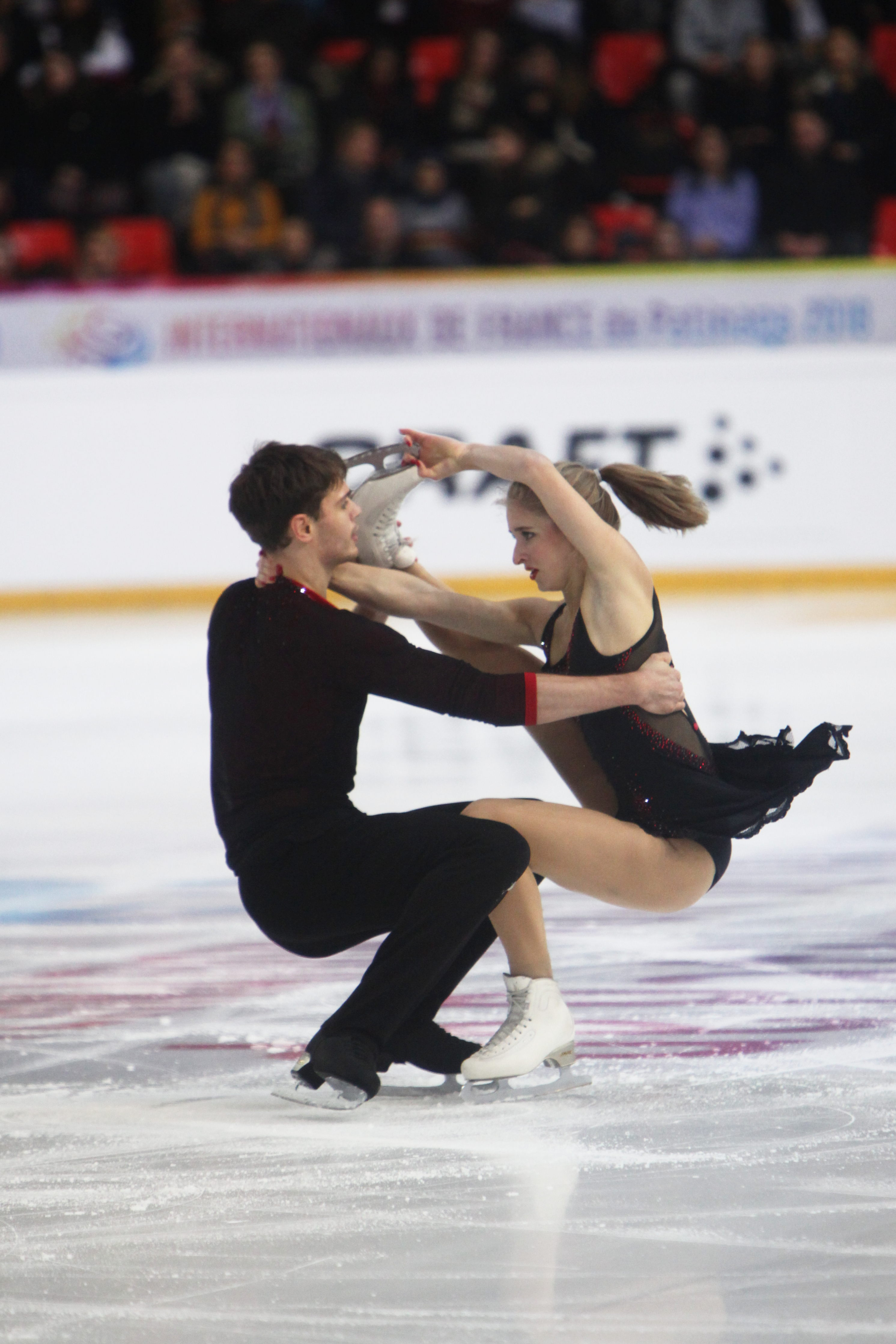
Hase i Seegert podczas programu dowolnego na zawodach Internationaux de France 2018

| Zawody                        | 14–15          | 15–16          | 16–17          | 17–18          | 18–19          | 19–20          | 20–21          | 21–22          |                |                |                |                |                |                |                |                |                |
| Międzynarodowe                | Międzynarodowe | Międzynarodowe | Międzynarodowe | Międzynarodowe | Międzynarodowe | Międzynarodowe | Międzynarodowe | Międzynarodowe | Międzynarodowe | Międzynarodowe | Międzynarodowe | Międzynarodowe | Międzynarodowe | Międzynarodowe | Międzynarodowe | Międzynarodowe | Międzynarodowe |
| ----------------------------- | -------------- | -------------- | -------------- | -------------- | -------------- | -------------- | -------------- | -------------- | -------------- | -------------- | -------------- | -------------- | -------------- | -------------- | -------------- | -------------- | -------------- |
| Zimowe igrzyska olimpijskie   |                |                |                |                |                |                |                | 16             |                |                |                |                |                |                |                |                |                |
| Mistrzostwa świata            |                |                | 19             |                | 13             | C              | WD             | 5              |                |                |                |                |                |                |                |                |                |
| Mistrzostwa Europy            | 11             |                | 12             |                | 6              | 5              |                | 8              |                |                |                |                |                |                |                |                |                |
| GP Internationaux de France   |                |                |                |                | 7              | 7              | C              |                |                |                |                |                |                |                |                |                |                |
| GP Rostelecom Cup             |                |                |                |                |                | 3              |                |                |                |                |                |                |                |                |                |                |                |
| GP Skate America              |                |                |                |                | 5              |                |                |                |                |                |                |                |                |                |                |                |                |
| GP Skate Canada International |                |                |                |                |                |                |                | 5              |                |                |                |                |                |                |                |                |                |
| GP NHK Trophy                 |                |                |                |                |                |                |                | 7              |                |                |                |                |                |                |                |                |                |
| CS Finlandia Trophy           |                |                | 7              | 8              |                |                |                | 7              |                |                |                |                |                |                |                |                |                |
| CS Golden Spin Zagrzeb        |                |                |                |                | 4              | 3              |                |                |                |                |                |                |                |                |                |                |                |
| CS Minsk-Arena Ice Star       |                |                |                | 4              |                |                |                |                |                |                |                |                |                |                |                |                |                |
| CS Nebelhorn Trophy           |                | 6              | 6              |                | 4              | 5              | WD             | 1              |                |                |                |                |                |                |                |                |                |
| CS Tallinn Trophy             |                | 6              |                |                |                |                |                |                |                |                |                |                |                |                |                |                |                |
| CS Warsaw Cup                 |                |                | 3              | 3              |                |                |                |                |                |                |                |                |                |                |                |                |                |
| Bavarian Open                 |                | 2              |                |                |                |                |                |                |                |                |                |                |                |                |                |                |                |
| Cup of Nice                   |                | 4              |                |                |                |                |                |                |                |                |                |                |                |                |                |                |                |
| Cup of Tyrol                  |                |                | 3              |                |                |                |                |                |                |                |                |                |                |                |                |                |                |
| International Challenge Cup   | 3              |                |                |                | 1              |                | WD             |                |                |                |                |                |                |                |                |                |                |
| Mentor Toruń Cup              | 3              |                | 4              |                |                |                |                |                |                |                |                |                |                |                |                |                |                |
| NRW Trophy                    | 3              | 1              | 1              |                |                |                | 2              |                |                |                |                |                |                |                |                |                |                |
| Sarajevo Open                 |                | 2              |                |                |                |                |                |                |                |                |                |                |                |                |                |                |                |
| Krajowe                       |                |                |                |                |                |                |                |                |                |                |                |                |                |                |                |                |                |
| Mistrzostwa Niemiec           | 2              | 3              |                | 2              | 1              | 1              | WD             | 1              |                |                |                |                |                |                |                |                |                |

### Solistki
| Zawody                                | 12–13                                 | 13–14                                 | 15–16                                 |                                       |                                       |                                       |                                       |                                       |                                       |                                       |                                       |                                       |                                       |                                       |                                       |                                       |                                       |                                       |
| Międzynarodowe: Kategorie młodzieżowe | Międzynarodowe: Kategorie młodzieżowe | Międzynarodowe: Kategorie młodzieżowe | Międzynarodowe: Kategorie młodzieżowe | Międzynarodowe: Kategorie młodzieżowe | Międzynarodowe: Kategorie młodzieżowe | Międzynarodowe: Kategorie młodzieżowe | Międzynarodowe: Kategorie młodzieżowe | Międzynarodowe: Kategorie młodzieżowe | Międzynarodowe: Kategorie młodzieżowe | Międzynarodowe: Kategorie młodzieżowe | Międzynarodowe: Kategorie młodzieżowe | Międzynarodowe: Kategorie młodzieżowe | Międzynarodowe: Kategorie młodzieżowe | Międzynarodowe: Kategorie młodzieżowe | Międzynarodowe: Kategorie młodzieżowe | Międzynarodowe: Kategorie młodzieżowe | Międzynarodowe: Kategorie młodzieżowe | Międzynarodowe: Kategorie młodzieżowe |
| ------------------------------------- | ------------------------------------- | ------------------------------------- | ------------------------------------- | ------------------------------------- | ------------------------------------- | ------------------------------------- | ------------------------------------- | ------------------------------------- | ------------------------------------- | ------------------------------------- | ------------------------------------- | ------------------------------------- | ------------------------------------- | ------------------------------------- | ------------------------------------- | ------------------------------------- | ------------------------------------- | ------------------------------------- |
| Coupe du Printemps                    | 11 N                                  |                                       |                                       |                                       |                                       |                                       |                                       |                                       |                                       |                                       |                                       |                                       |                                       |                                       |                                       |                                       |                                       |                                       |
| NRW Trophy                            | 15 N                                  |                                       |                                       |                                       |                                       |                                       |                                       |                                       |                                       |                                       |                                       |                                       |                                       |                                       |                                       |                                       |                                       |                                       |
| Warsaw Cup                            |                                       | 5 N                                   |                                       |                                       |                                       |                                       |                                       |                                       |                                       |                                       |                                       |                                       |                                       |                                       |                                       |                                       |                                       |                                       |
| Krajowe                               |                                       |                                       |                                       |                                       |                                       |                                       |                                       |                                       |                                       |                                       |                                       |                                       |                                       |                                       |                                       |                                       |                                       |                                       |
| Mistrzostwa Niemiec                   |                                       |                                       | 5 N                                   |                                       |                                       |                                       |                                       |                                       |                                       |                                       |                                       |                                       |                                       |                                       |                                       |                                       |                                       |                                       |